# Rachów (województwo dolnośląskie)
Rachów – wieś w Polsce położona w województwie dolnośląskim, w powiecie średzkim, w gminie Malczyce.

## Podział administracyjny
W latach 1975–1998 miejscowość administracyjnie należała do województwa wrocławskiego.

## Etymologia nazwy
Historyczne nazwy miejscowości:
- 1414 - Rathe
- 1418 - Rachaw
- 1789 - Rachen
- 1946 - Rachów

Nazwa miejscowości pochodzi od Racha, skróconego imienia Radomir. Niemiecki leksykon geograficzny Neumanna wydany w 1905 roku notuje nazwę miejscowości jako Polnisch Rachen, z której później usunięto pierwszy człon nazwy - Polnisch.

## Zabytki
Do wojewódzkiego rejestru zabytków wpisany jest:
- zespół pałacowy, z drugiej połowy XIX w.:
  - pałac-willa, z 1870 r.,
  - park